# Angelina
För andra betydelser, se Angelina (olika betydelser).

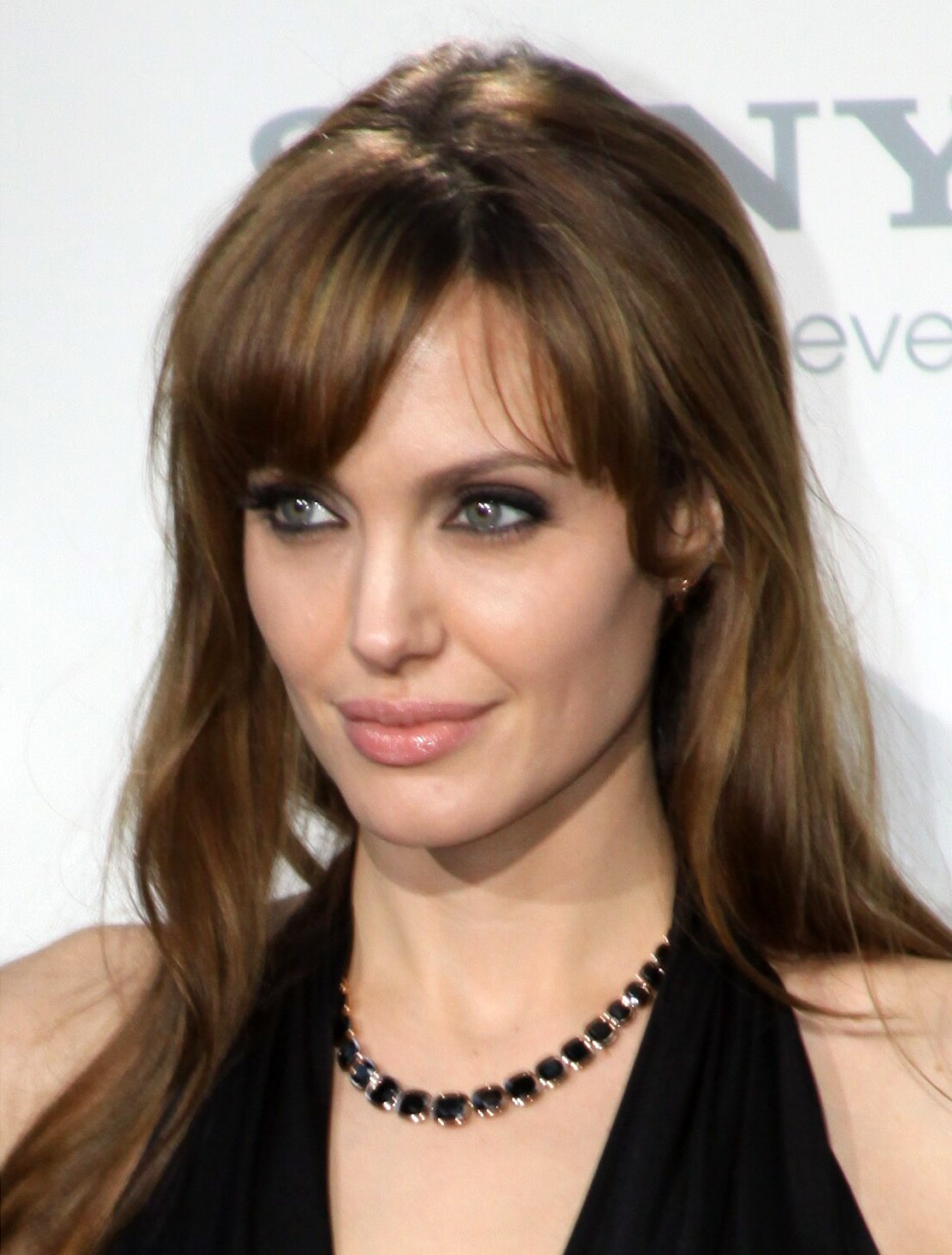
Angelina Jolie

Angelina är en italiensk diminutivform av kvinnonamnet Angela med betydelsen lilla ängel. Det äldsta belägget i Sverige är från år 1816. Den franska formen av namnet är Angeline.
Den 31 december 2014 fanns det totalt 2 934 kvinnor folkbokförda i Sverige med namnet Angelina, varav 1 851 bar det som tilltalsnamn. Motsvarande siffror för Angeline var 186 respektive 110. På ukrainska och belarusiska, men inte från ryska, transkriberas namnet som Anhelina.
Namnsdag i Sverige saknas. I den finlandssvenska namnsdagslängden har Angelina namnsdag 8 december sedan 2010.

## Personer
Personer med namnet Angelina eller med liknande namn:

### Utan efternamn
- Sankta Angelina (död 1503), albanskt ortodoxt helgon
- Anna Komnena Angelina (1176–1212), kejsarinna av Nicaea
- Helena Angelina Doukaina (1242–1271), siciliansk drottning
- Maria Angelina Doukaina Palaiologina (1350–1394), regerande abbedissa i despotatet Epirus
- Angelina (fotbollsspelare) (född 2000),  brasiliansk fotbollsspelare, Angelina Alonso Costantino

### Med efternamn
- Angelina Amico, svensk skådespelare
- Anhelina Chmil, ukrainsk beachvolleyspelare
- Angelina Grimké Weld, amerikansk politisk och kvinnorättsaktivist
- Angelina Håkansson, svensk skådespelare
- Angelina Jolie, amerikansk skådespelare
- Angelina Jusjkova, rysk gymnast
- Angelina Michajlova, bulgarisk basketspelare
- Anhelina Ovtjynnikova, ukrainsk konstsimmare
- Angelin Preljocaj, fransk dansare och koreograf
- Angeline Quinto, filippinsk sångerska och skådespelerska
- Angelina Valentijn, nederländsk slav

- Fanny Angelina Hesse, svensk mikrobiolog